# Orest Bal
Orest Mychajłowycz Bal, ukr. Орест Михайлович Баль, ros. Орест Михайлович Баль, Oriest Michajłowicz Bal (ur. 2 października 1960 w Rozdole w obwodzie lwowskim) – ukraiński piłkarz, grający na pozycji obrońcy, a wcześniej pomocnika, trener piłkarski.

## Kariera piłkarska

### Kariera klubowa
Wychowanek Internatu Sportowego we Lwowie, w którym razem z nim uczył się jego starszy brat Andrij. Trenerem braci był Fedir Buszanski. W 1982 rozpoczął karierę piłkarską w klubie SKA Karpaty Lwów. Nie potrafił przebić się do podstawowego składu i grał w drużynie rezerw. W końcu 1986 otrzymał zaproszenie od trenerów Awanharda Równe. Po zakończeniu sezonu 1990 roku opuścił Awanhard i wyjechał do Czechosłowacji, gdzie potem bronił barw klubu Chemlon Humenné, w którym w 1993 roku zakończył karierę piłkarską.

## Kariera trenerska
Po zakończeniu kariery był zmuszony odpracować kontrakt do jego wygaśnięcia w 1995. Pracował w klubie na stanowisku menadżera i trenera działu selekcji. Potem powrócił do Równa, gdzie najpierw pracował w sztabie szkoleniowym jako selekcjoner, a potem pomagał trenować pierwszy zespół. Po tym jak główny trener Mychajło Fomenko opuścił klub od kwietnia do maja 1995 pełnił obowiązki głównego trenera Weresu. Potem poszukiwał piłkarzy dla klubów Weres Równe, CSKA Kijów i Worskła Połtawa. Od stycznia 2006 pracował w służbie selekcji klubu Arsenał Kijów. Po odejściu trenera Ołeksandra Zawarowa z kijowskiego klubu przeniósł się do zespołu Kniaża Szczasływe, w którym pracował przez pół roku. Latem 2008 objął stanowisko dyrektora sportowego Weresu Równe. W styczniu 2010 został zaproszony przez swego brata Andrija do Czornomorca Odessa, który prowadził go do maja 2010. W 2011 został zatrudniony w Nywie Winnica jako trener selekcjoner, ale już we wrześniu 2011 opuścił winnicki klub.